# Campeonato Catarinense de Futebol Feminino de 2012
O Campeonato Catarinense de Futebol Feminino de 2012 foi a 6ª edição do principal torneio catarinense entre clubes na categoria feminina. A competição iniciou em 6 de maio e terminou em 15 de julho.

## O campeonato
O Campeonato Catarinense de Futebol Feminino de 2012 contou com a participação de 6 clubes.

### Equipes Participantes
| Equipe     | Município      | Estádio                 | Títulos |
| ---------- | -------------- | ----------------------- | ------- |
| Audax      | Joinville      | SER Tigre               | ---     |
| Avaí       | Florianópolis  | Ressacada               | ---     |
| Kindermann | Caçador        | Carlos Alb. Costa Neves | 4       |
| Olympya    | Jaraguá do Sul | João Lúcio da Costa     | 1       |
| Scorpions* | São José       | Ipiranga                | ---     |
| Taurus     | Joinville      | Sercos                  | ---     |

*Em 2007 o Scorpions representou a cidade de São José, em 2008 e 2009 fez uma parceria com o Guarani para representar a cidade de Palhoça e em 2010 o Scorpions se juntou à Sociedade Esportiva Pradense e continuou mandando os seus jogos em Palhoça. Para o ano de 2011, continua em parceria com a Pradense mas, desta vez, representando a cidade de Biguaçu. No ano de 2012, voltou a representar a cidade de São José.

### Fórmula de Disputa

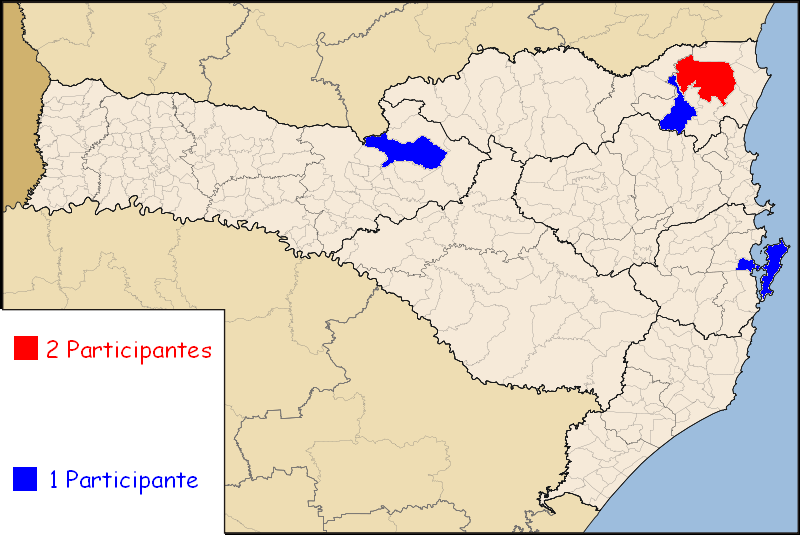
Mapa dos municípios participantes do campeonato

O campeonato foi disputado em 3 fases de Turno, Returno e Final.
TURNO - As equipes jogaram todas entre si, somente em jogos de ida, com contagem de pontos corridos, classificando-se para a 3 ª Fase (FINAIS), apenas a primeira colocada. A equipe que terminou esta Fase em primeiro lugar, foi considerada a CAMPEÃ da 1ª Fase (TURNO).
RETURNO - As equipes também jogaram todas entre si, somente em jogos de volta, invertendo-se apenas o mando de campo dos jogos da 1ª Fase (TURNO), com contagem de pontos corridos, classificando-se para a 3 ª Fase (FINAIS), apenas a primeira colocada. A equipe que terminou esta Fase em primeiro lugar, foi considerada a CAMPEÃ da 2ª Fase (RETURNO).
FINAIS - Foi disputada pelas equipes que foram consideradas Campeães das 1ª e 2ªs Fases (TURNO e RETURNO). Caso uma mesma equipe seja considerada campeã das 1ª e 2ªs Fases (TURNO e RETURNO), seria classificada para a disputa desta 3ª Fase (FINAIS) a equipe de melhor índice técnico, que, excluída a campeã das 1ª e 2ªs Fases (TURNO e RETURNO), obtivesse o maior número de pontos ganhos na soma daquelas Fases (TURNO e RETURNO). Seria mandante do jogo de volta (segunda partida) a equipe que porventura fosse considerada CAMPEÃ das 1ª e 2ªs Etapas (TURNO e RETURNO). Se as equipes campeãs das 1ª e 2ª Fases (TURNO e RETURNO) fossem distintas, seria mandante do jogo de volta (segunda partida) a equipe que obtivesse o maior número de pontos ganhos na soma das 1ª e 2ªs Fases (TURNO e RETURNO). Seria considerada vencedora da 3ª Fase (FINAIS) a equipe que, após o jogo de volta (segunda partida), obtivesse o maior número de pontos ganhos. Se, ao final do jogo de volta (segunda partida), as equipes terminassem a disputa empatadas em número de pontos ganhos, independente do saldo de gols e de outros índices técnicos, deveria haver a disputa de uma prorrogação de 30 minutos, em dois tempos de 15 para se conhecer a vencedora desta 3ª Fase (FINAIS). Caso as equipes terminassem a prorrogação do jogo de volta empatadas, seria considerada vencedora desta 3ª Fase (FINAIS) a equipe mandante do jogo de volta (segunda partida). A equipe que fosse a vencedora desta 3ª Fase (FINAIS), seria considerada a CAMPEÃ CATARINENSE DE FUTEBOL FEMININO DE 2011 e teria vaga para representar o estado na Copa do Brasil de Futebol Feminino de 2013.

### Critérios de Desempate
- Maior número de vitórias;
- Maior saldo de gols;
- Maior número de gols pró;
- Confronto direto, somente no caso de empate entre 2 (duas) associações;
- Menor número de cartões vermelhos recebidos;
- Menor número de cartões amarelos recebidos;
- Sorteio público.

### Turno
| 1 | Kindermann | 15 | 5 | 5 | 0 | 0 | 50 | 0  | +50 |
| 2 | Olympya    | 12 | 5 | 4 | 0 | 1 | 21 | 9  | +12 |
| 3 | Avaí       | 7  | 5 | 2 | 1 | 2 | 17 | 16 | +1  |
| 4 | Taurus     | 7  | 5 | 2 | 1 | 2 | 13 | 14 | -1  |
| 5 | Scorpions  | 3  | 5 | 1 | 0 | 4 | 7  | 37 | -30 |
| 6 | Audax      | 0  | 5 | 0 | 0 | 5 | 0  | 32 | -32 |
| PG - pontos ganhos; J - jogos; V - vitórias; E - empates; D - derrotas; GP - gols pró; GC - gols contra; SG - saldo de gols |            |    |   |   |   |   |    |    |     |

|  |                              |
|  | Classificado para as Finais. |

### Returno
| 1 | Kindermann | 12 | 4 | 4 | 0 | 0 | 41 | 1  | +40 |
| 2 | Taurus     | 7  | 4 | 2 | 1 | 1 | 16 | 10 | +6  |
| 3 | Avaí       | 5  | 4 | 1 | 2 | 1 | 7  | 10 | -3  |
| 4 | Olympya    | 4  | 4 | 1 | 1 | 2 | 16 | 13 | +3  |
| 5 | Audax      | 0  | 1 | 0 | 0 | 1 | 0  | 3  | -3  |
| 6 | Scorpions  | 0  | 3 | 0 | 0 | 3 | 0  | 43 | -43 |
| PG - pontos ganhos; J - jogos; V - vitórias; E - empates; D - derrotas; GP - gols pró; GC - gols contra; SG - saldo de gols |            |    |   |   |   |   |    |    |     |

|  |                            |
|  | Classificado para a Final. |

### Confrontos
Para ler a tabela, a linha horizontal representa os jogos da equipe como mandante. A coluna vertical indica os jogos da equipe como visitante.
|            | AUD  | AVA  | KIN  | OLY  | SCO  | TAU  |
| ---------- | ---- | ---- | ---- | ---- | ---- | ---- |
| Audax      | —    | 0–5  | 0–13 | 0–3* | 0–3  | 3–0* |
| Avaí       | 3–0  | —    | 0–6  | 1–2  | 7–2  | 4–4  |
| Kindermann | 3–0* | 8–0  | —    | 8–0  | 20–0 | 6–0  |
| Olympya    | 8–0  | 2–2  | 0–8  | —    | 13–0 | 2–0  |
| Scorpions  |      | 3–0* | 0–15 | 0–9  | —    | 0–10 |
| Taurus     | 3–0  | 2–2  | 1–7  | 3–1  | 6–2  | —    |

- Jogos do Turno
- Jogos do Returno

*Placar do jogo definido por W.O.

## Final

### Primeiro jogo
|  | Olympya | 1 – 5  | Kindermann | ARSEPUM, Jaraguá do Sul |
|  |         | Report |            |                         |

### Segundo jogo
|  | Kindermann | 3 – 0  | Olympya | Carlos Alb. Costa Neves, Caçador |
|  |            | Report |         |                                  |

Classificação
| 1º | Kindermann | 6 | 2 | 2 | 0 | 0 | 8 | 1 | +7 |  |
| 2º | Olympya    | 0 | 2 | 0 | 0 | 2 | 1 | 8 | -7 |  |
| PG - pontos ganhos; J - jogos; V - vitórias; E - empates; D - derrotas; GP - gols pró; GC - gols contra; SG - saldo de gols; PRO - Gols na Prorrogação |            |   |   |   |   |   |   |   |    |  |

|  |                                                                |
|  | Campeão do Campeonato Catarinense de Futebol Feminino de 2012. |

| Campeão    | Vice-Campeão | Jogo 1 | Jogo 2 | Prorrogação |
| ---------- | ------------ | ------ | ------ | ----------- |
| Kindermann | Olympya      | 5 – 1  | 3 – 0  | –           |

### Classificação geral
| 1 | Kindermann | 27 | 9 | 9 | 0 | 0 | 91 | 1  | +90 |
| 2 | Olympya    | 16 | 9 | 5 | 1 | 3 | 37 | 22 | +15 |
| 3 | Taurus     | 14 | 9 | 4 | 2 | 3 | 15 | 16 | -1  |
| 4 | Avaí       | 12 | 9 | 3 | 2 | 4 | 24 | 26 | -2  |
| 5 | Scorpions  | 3  | 8 | 1 | 0 | 7 | 7  | 80 | -73 |
| 6 | Audax      | 0  | 6 | 0 | 0 | 6 | 0  | 35 | -35 |
| PG - pontos ganhos; J - jogos; V - vitórias; E - empates; D - derrotas; GP - gols pró; GC - gols contra; SG - saldo de gols |            |    |   |   |   |   |    |    |     |

## Campeão Geral
| Campeonato Catarinense de Futebol Feminino de 2012 |
| -------------------------------------------------- |
| Kindermann 5º Título                               |

## Artilharia
| Gols | Jogador  | Time       |
| ---- | -------- | ---------- |
| 27   | Patricia | Kindermann |
| 22   | Gabi     | Olympya    |
| 17   | Andressa | Kindermann |
| 11   | Marise   | Olympya    |
| 9    | Mônica   | Kindermann |
| 8    | Gisa     | Kindermann |
| 7    | Tainá    | Taurus     |
| 6    | Daiana   | Avaí       |

## Trívias
- Na primeira rodada do Returno, aconteceu o primeiro W.O. da competição. A partida em que Audax e Olympya se enfrentariam, estava marcada para acontecer no dia 10 de junho de 2012 às 15:00 h na SER Tigre em Joinville mas, devido ao time da casa não ter providenciado o policiamento e a ambulância, o árbitro escalado para a partida, Jackson Renato Pereira, não iniciou o confronto e deu o Olympya como vencedor pelo placar de 3 a 0.[1]